# Lestoros inca
Lestoros inca là một loài động vật có vú trong họ Caenolestidae, bộ Paucituberculata. Loài này được Thomas mô tả năm 1917.

## Hình ảnh

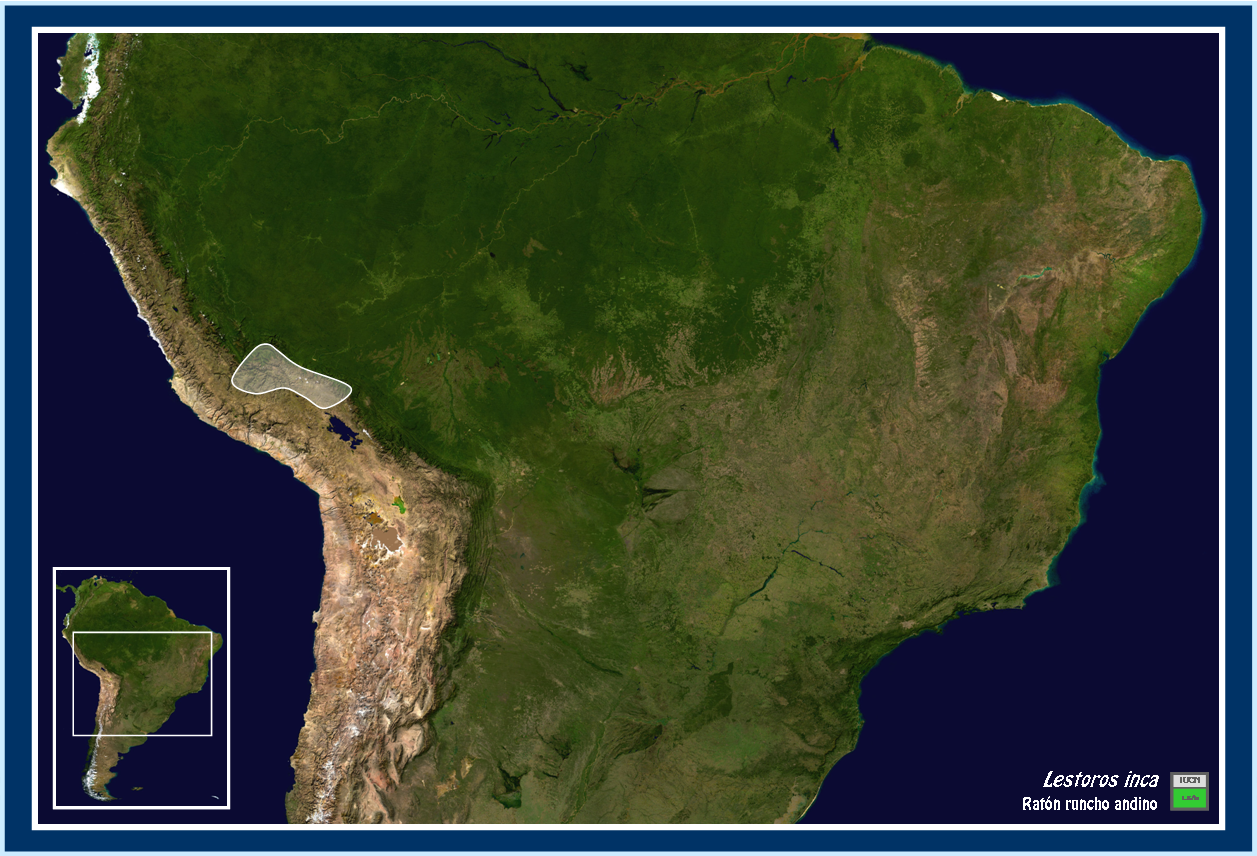